# Always in Trance
Always In Trance – album polskiego duetu Kalwi & Remi wydany w roku 2006. Album promuje singel "Explosion".

## Lista utworów
1. Kalwi & Remi feat. Olga - Explosion (DJ Theo Remix)
2. Kalwi & Remi feat. Olga - El Ninio (Alchemist Project Remix)
3. Kalwi & Remi - Independence
4. Kalwi & Remi feat. Creo - Take My Hand
5. Kalwi & Remi - Positive
6. Kalwi & Remi feat. Creo - Reason
7. Kalwi & Remi vs John Marks - Revolution
8. Kalwi & Remi - Massive Noise
9. Kalwi & Remi - Higher
10. Casteam - Keep It (Kalwi & Remi Remix) (Bonus Track)
11. Kalwi & Remi - Explosion Teledysk (New Version)